# تلمبة ساعي زادة (أرزوئية)
تلمبة ساعي زادة (بالإنجليزية: Tolombeh-ye Saizadeh)‏ هي منطقة سكنية تقع في إيران في Arzuiyeh Rural District. يقدر عدد سكانها بـ 47 نسمة .